# Cucullia humilis
Cucullia humilis là một loài bướm đêm trong họ Noctuidae.